# Vasum cassiforme
Vasum cassiforme, common name the helmet vase, là một loài medium to large ốc biển, là động vật thân mềm chân bụng sống ở biển trong họ Turbinellidae.